# 伊勢志摩連絡道路
伊勢志摩連絡道路（いせしまれんらくどうろ）は、三重県志摩市阿児町から同県伊勢市二見町に至る総延長 約20 kmの地域高規格道路である。
伊勢志摩の円滑な交通の確保と観光客の誘致促進のために整備が進められている。

## 概要
- 起点 : 三重県志摩市阿児町[2]
- 終点 : 三重県伊勢市二見町[2]
- 総延長 : 約20 km[2]

### 通過する自治体
- 三重県
  - 志摩市 - 鳥羽市 - 伊勢市

## 構成する道路
国道167号 鵜方磯部バイパス、国道167号 磯部バイパス、国道167号 第二伊勢道路がそれぞれ開通している。鵜方磯部バイパスは2017年（平成29年）12月17日に全線開通した。鵜方磯部バイパスと第二伊勢道路の間の磯部バイパスを含む区間のうち、おうむ石トンネル（2023年（令和5年）11月正式決定）が2023年（令和5年）3月13日に貫通しており、磯部バイパスは2025年（令和7年）3月23日に開通した。その他の区間は調査中となっている。
- 国道167号 磯部バイパス（2.5 km）
- 国道167号 鵜方磯部バイパス（7.7 km）
- 国道167号 第二伊勢道路（7.6 km）